# Загальноримський календар
Загальноримський календар — це літургійний календар, який вказує дати святкувань святих та таємниць Господа (Ісуса Христа) в римському обряді, де б не був цей літургійний обряд. Ці святкування є фіксованою річною датою; або відбуваються в певний день тижня (приклади — Хрещення Господнє в січні та Свято Христа Царя в листопаді); або стосуються дати Великодня (прикладами є святкування Пресвятого Серця Ісуса та Непорочного Серця Марії). Національні та єпархіальні літургійні календарі, включаючи саму єпархію Риму, а також календарі релігійних інститутів і навіть континентів, додають інших святих та таємниці або переносять святкування певного святого або таємниці з дати, визначеної в Загальному календарі до іншої дати.
У 1969 році після Другого Ватиканського собору літургійна реформа замінила складну й багатоступінчасту систему свят, що існувала в латинському обряді з кінця XVI століття, на систему, у якій усі дні літургійного року мають одну з 4 категорій:
- Будній день (лат. feria). У цей день немає обов'язкового вшанування, у різних країнах шануються свої місцевошановані святі або літургія проходить взагалі без спогаду святих.
- Пам'ять (лат. memoria). Пам'ять певного святого. Пам'ять може бути обов'язковою (лат. memoria obligatoris) і необов'язковою, факультативною (лат. memoria ad libitum). У другому випадку єпископська конференція країни або керівництво чернечого ордену має право замінити пам'ять святого з календаря на пам'ять свого місцевошанованого святого.
- Свято (лат. festum). У дні свят богослужіння носить святковий характер. До них належать більшість свят літургійного року, за винятком найважливіших.
- Торжество (лат. solemnitas). Найзначиміші свята річного циклу.

## Січень
Датування по новому стилю (Григоріанський календар).
- 1 січня: Октава Різдва, Торжество Пресвятої Богородиці — Solemnity
- 2 : Святі Василій Великий і Григорій Богослов, єпископи і вчителі церкви — Memorial
- 3 : Найменування (Обрізання) Господнє — Optional Memorial
- 6 : Богоявлення (святкується в першу неділю після 1 січня в країнах, де це не святий день)
- 7 : Святий Раймунд Пеньяфортський, священник — Optional Memorial
- 13 : Святий Іларій Піктавійський, єпископ і вчитель церкви — Optional Memorial
- 17 : Святий Антоній з Єгипту, абат — Memorial
- 20 : Святий Фабіан, папа і мученик; або святий Севастіан, мученик — Optional Memorial
- 21 : Свята Агнеса, діва та мучениця — Memorial
- 22 : Святий Вікентій Сарагоський, диякон і мученик — Optional Memorial
- 24 : Святий Франциск Салезький, єпископ і вчитель церкви — Memorial
- 25 : Навернення Святого Павла, апостола — Feast
- 26 : Святі Тимофій і Тит, єпископи — Memorial
- 27 : Свята Анжела Мерічі, діва — Optional Memorial
- 28 : Святий Тома Аквінський, священник і вчитель церкви — Memorial
- 31 : Святий Іван Боско, священник — Memorial
- Неділя після Богоявлення (або, якщо Богоявлення — 7 — 8 січня, наступний понеділок): Хрещення Господнє — Feast

## Лютий
- 2 лютого: Стрітення — Feast
- 3 : Святий Власій, єпископ і мученик, або святий Ансґар, єпископ — Optional Memorial
- 5 : Свята Агата, діва та мучениця — Memorial
- 6 : Святі Павло Мікі та інші мученики — Memorial
- 8 : Святий Джероламо Еміліані, священник, або Свята Жозефіна Бахіта, діва — Optional Memorial
- 10 : Свята Схоластика, діва — Memorial
- 11 : Діва Марія — Optional Memorial
- 14 : Святі Кирило і Мефодій, монах і єпископ — Memorial
- 17 : Семеро святих засновників Ордену служителів Марії — Optional Memorial
- 21 : Святий Петро Даміані, єпископ і вчитель церкви — Optional Memorial
- 22 : Кафедра Святого Петра, апостола — Feast
- 23 : Святий Полікарп Смірнський, єпископ і мученик — Memorial
- 27 : Святий Григор Нарекаці

## Березень
- 4 березня: Казимир Святий — Optional Memorial
- 7 : Святі Перпетуя і Феліцита, мучениці — Memorial
- 8 : Святий Іван Божий, засновник ордену боніфратрів — Optional Memorial
- 9 : Свята Франческа Римська, черниця — Optional Memorial
- 17 : Святий Патрик, єпископ — Optional Memorial
- 18 : Святий Кирило Єрусалимський, єпископ і вчитель церкви — Optional Memorial
- 19 : Святий Йосип Назаретський — Solemnity
- 23 : Святий Торібіо Могровехо, єпископ — Optional Memorial
- 25 : Благовіщення Пресвятої Богородиці — Solemnity

## Квітень
- 2 квітня: Святий Франциск з Паоли, hermit — Optional Memorial
- 4 : Святий Ісидор Севільський, єпископ і вчитель церкви — Optional Memorial
- 5 : Святий Вінсент Ферер, священник — Optional Memorial
- 7 : Святий Жан Батист де Ла Саль, священник — Memorial
- 11 : Святий Станіслав, єпископ і мученик — Memorial
- 13 : Святий Мартин I, папа та мученик — Optional Memorial
- 21 : Святий Ансельм Кентерберійський, єпископ і вчитель церкви — Optional Memorial
- 23 : Святий Юрій Змієборець, мученик, або Святий Адальберт Празький, єпископ і мученик — Optional Memorial
- 24 : Святий Фіделій Сігмарінгенський, священник і мученик — Optional Memorial
- 25 : Святий Марко (євангеліст) — Feast
- 28 : Святий П'єр Шанель, священник і мученик; або Людовік Марія Гріньйон де Монтфорт, священник — Optional Memorial
- 29 : Свята Катерина Сієнська, діва та вчитель церкви — Memorial
- 30 : Святий Пій V, папа — Optional Memorial

## Травень
- 1 травня: Святий Йосип Назаретський — Optional Memorial
- 2 : Святий Афанасій Великий, єпископ і вчитель церкви — Memorial
- 3 : Святі Пилип і Яків, апостоли — Feast
- 12 : Святі Нерей і Ахілей, мученики або Святий Панкратій Римський, мученик — Optional Memorial
- 13 : Мати Божа Фатімська — Optional Memorial
- 14 : Святий Маттій (апостол) — Feast
- 18 : Святий Іван I, папа і мученик — Optional Memorial
- 20 : Святий Бернардин Сієнський, священник — Optional Memorial
- 21 : Святий Christopher Magallanes and companions, мученики — Optional Memorial
- 22 : Свята Рита Касійська — Optional Memorial
- 25 : Святий Беда Преподобний, священник і вчитель церкви; або Святий Григорій VII, папа або Свята Марія Магдалина de Pazzi, діва — Optional Memorial
- 26 : Святий Філіпо Нері, священник — Memorial
- 27 : Святий Августин Кентерберійський, єпископ — Optional Memorial
- 31 : Зустріч Марії та Єлизавети — Feast
- Перша неділя після свята П'ятидесятниці: День Святої Трійці — Solemnity
- Четвер після Трійці або наступної неділі: Свято Тіла і Крові Христових — Solemnity
- П'ятниця, на дванадцятий день після П'ятдесятниці: Свято Найсвятішого Серця Ісуса — Solemnity
- Субота, на тринадцятий день після П'ятдесятниці: Свято Серця Марії

## Червень
- П'ятниця, на дванадцятий день після П'ятдесятниці: Свято Найсвятішого Серця Ісуса — Solemnity
- Субота, на тринадцятий день після П'ятдесятниці: Свято Серця Марії
- 1 червня: Святий Юстин (мученик) — Memorial
- 2 : Святі Марчелін і Петро, мученики — Optional Memorial
- 3 : Святий Карл Луанга і сподвижники, мученики — Memorial
- 5 : Святий Боніфатій, єпископ і мученик — Memorial
- 6 : Святий Норберт, єпископ — Optional Memorial
- 9 : Святий Єфрем Сирин, диякон і вчитель церкви — Optional Memorial
- 11 : Святий Варнава, апостол — Memorial
- 13 : Святий Антоній Падуанський, священник і вчитель церкви — Memorial
- 19 : Святий Ромуальд, абат — Optional Memorial
- 21 : Святий Алойзій Гонзага, священик — Memorial
- 22 : Святий Паулін Ноланський, єпископ або Святі Джон Фішер, єпископ і мученик і Томас Мор, мученик — Optional Memorial
- 24 : Різдво Івана Предтечі — Solemnity
- 27 : Святий Кирило Александрійський, єпископ і вчитель церкви — Optional Memorial
- 28 : Святий Іреней Ліонський, єпископ і мученик — Memorial
- 29 : День апостолів Петра і Павла — Solemnity
- 30 : Першомученики церкви — Optional Memorial

## Липень
- 3 липня: Святий Хома (апостол) — Feast
- 4 : Свята Єлизавета Португальська— Optional Memorial
- 5 : Святий Антоніо Дзакарія, священник — Optional Memorial
- 6 : Свята Марія Горетті, діва і мучениця — Optional Memorial
- 9 : Святий Августин Джао Джун і сподвижники, мученики — Optional Memorial
- 11 : Святий Бенедикт, абат — Memorial
- 13 : Святий Генріх II  — Optional Memorial
- 14 : Святий Камілл де Лелліс, священник — Optional Memorial
- 15 : Святий Бонавентура, єпископ і вчитель церкви — Memorial
- 16 : Кармельська Богоматір — Optional Memorial
- 20 : Святий Аполінарій Равенський, єпископ і мученик — Optional Memorial
- 21 : Святий Лаврентій Бріндізький, священник і вчитель церкви — Optional Memorial
- 22 : Свята Марія Магдалина — Feast
- 23 : Свята Бригіда Шведська, religious — Optional Memorial
- 24 : Святий Шарбель, пустельник — Optional Memorial
- 25 : Святий Яків (син Зеведеїв), апостол — Feast
- 26 : Святі Йоаким і Анна — Memorial
- 29 : Святі  Марта, Марія, Лазар— Memorial
- 30 : Святий Петро Хрисолог, єпископ і вчитель церкви — Optional Memorial
- 31 : Святий Ігнатій Лойола, священник — Memorial

## Серпень
- 1 : Святий Альфонс Марія де Ліґуорі, єпископ і вчитель церкви — Memorial
- 2 : Святий Євсевій з Варчеллі, єпископ, або Святий Пітер Жуліан Еймар, священник — Optional Memorial
- 4 : Святий Іван Віанней, священник — Memorial
- 5 : Посвячення Базиліки Санта Марія Маджоре — Optional Memorial
- 6 : Преображення Господнє — Feast
- 7 : Святий Сікст II, папа, та інші мученики, або святий Каетан Тієнський, священник — Optional Memorial
- 8 : Святий Домінік, священник — Memorial
- 9 : Свята Тереза Венедикта Хреста (Едіт Штайн), діва та мучениця — Optional Memorial
- 10 : Святий Лаврентій, диякон і мученик — Feast
- 11 : Свята Клара Ассізька, діва — Memorial
- 12 : Свята Жанна де Шанталь, religious — Optional Memorial
- 13 : Святі мученики Понтіан, папа, та Іполіт Римський, священник — Optional Memorial
- 14 : Святий Максиміліан Марія Кольбе, священник і мученик — Memorial
- 15 : Вознесіння Діви Марії — Solemnity
- 16 : Святий Стефан I  — Optional Memorial
- 19 : Святий Іоанн Ед, священник — Optional Memorial
- 20 : Святий Бернард Клервоський, абат і вчитель церкви — Memorial
- 21 : Святий Пій X, папа — Memorial
- 22 : Діва Марія — Цариця Небесна — Memorial
- 23 : Свята Роза Лімська, діва — Optional Memorial
- 24 : Святий Варфоломій (апостол) — Feast
- 25 : Святий Людовик IX Святий або святий Хосе де Каласанс, священник — Optional Memorial
- 27 : Свята Моніка — Memorial
- 28 : Святий Аврелій Августин, єпископ і вчитель церкви — Memorial
- 29 : Усікновення голови Івана Хрестителя, мученика — Memorial

## Вересень
- 3 вересня: Святий Григорій I, папа і вчитель церкви — Memorial
- 8 : Різдво Пресвятої Богородиці — Feast
- 9 : Святий Петер Клавер, священник — Optional Memorial
- 12 : Пресвяте ім'я Марії — Optional Memorial
- 13 : Святий Іван Золотоустий, єпископ і вчитель церкви — Memorial
- 14 : Воздвиження Хреста Господнього — Feast
- 15 : Діва Марія у Скорботі — Memorial
- 16 : Святі мученики Корнелій, папа, і Кипріян Карфагенський, єпископ — Memorial
- 17 : Святий Роберто Беларміно, єпископ і вчитель церкви — Optional Memorial
- 19 : Святий Януарій, єпископ і мученик — Optional Memorial
- 20 : Святий Ендрю Кім Тегон, священник, і Пауль Чонг Хасанг і сподвижники, мученики — Memorial
- 21 : Святий Матвій (євангеліст), апостол — Feast
- 23 : Святий Піо, священник — Memorial
- 26 : Святі Косма і Даміан, мученики — Optional Memorial
- 27 : Святий Вінсент де Поль, священник — Memorial
- 28 : Святий Вацлав, мученик або Святі Лоренцо Руїс і сподвижники, мученики — Optional Memorial
- 29 : Святі Михаїл, Гавриїл і Рафаїл, Архангели — Feast
- 30 : Святий Єронім Стридонський, священник і вчитель церкви — Memorial

## Жовтень
- 1 жовтня: Свята Тереза Лізьєська, діва і вчитель церкви — Memorial
- 2 : Янгол-охоронець — Memorial
- 4 : Святий Франциск Ассізький — Memorial
- 6 : Святий Бруно Кельнський, священник — Optional Memorial
- 7 : Діва Марія Розарія — Memorial
- 9 : Святий Діонісій Паризький та інші мученики або Saint John Leonardi, священник — Optional Memorial
- 11 : Святий Іван XXIII, папа — Optional Memorial
- 14 : Святий Калікст I, папа і мученик — Optional Memorial
- 15 : Свята Тереза Авільська, діва і вчитель церкви — Memorial
- 16 : Свята Ядвіга Сілезька або Свята Маргарита Марія Алякок, діва — Optional Memorial
- 17 : Святий Ігнатій Богоносець, єпископ і мученик — Memorial
- 18 : Святий Лука (євангеліст) — Feast
- 19 : Святі Жан де Бребеф, Ісаак Жог, священники і мученики; and their companions, мученики або Святий Павло від Хреста, священник — Optional Memorial
- 22 : Святий Іван Павло II, папа — Optional Memorial
- 23 : Святий Іоанн Капістран, священник — Optional Memorial
- 24 : Святий Антоній Марія Кларет, єпископ — Optional Memorial
- 28 : Святий Симон Кананіт і Святий Тадей, апостоли — Feast

## Листопад
- 1 листопада: День усіх святих — Solemnity
- 2 : День усіх померлих вірних — ranked with solemnities
- 3 : Святий Мартін де Поррес, religious — Optional Memorial
- 4 : Святий Карло Борромео, єпископ — Memorial
- 9 : Освячення Латеранської базиліки — Feast
- 10 : Святий Лев I, папа і вчитель церкви — Memorial
- 11 : Святий Мартин Турський, єпископ — Memorial
- 12 : Святий Йосафат (Кунцевич), єпископ і мученик — Memorial
- 15 : Святий Альберт Великий, єпископ і вчитель церкви — Optional Memorial
- 16 : Свята Маргарита Шотландська або Свята Гертруда Велика, діва — Optional Memorial
- 17 : Свята Єлизавета Угорська, religious — Memorial
- 18 : Освячення базилік Святого Петра і Павла, апостолів — Optional Memorial
- 21 : Введення в Храм Пресвятої Діви Марії — Memorial
- 22 : Свята Цецилія Римська — Memorial
- 23 : Святий Климент I, папа і мученик або святий Колумбан, religious — Optional Memorial
- 24 : Святий Andrew Dung-Lac and his companions, мученики — Memorial
- 25 : Свята Катерина — Optional Memorial
- 30 : Святий Андрій Первозваний, апостол — Feast
- Last Sunday in Ordinary Time (last Sunday before 27 November): Our Lord Jesus Christ, King of the Universe — Solemnity

## Грудень
- 3 грудня: Святий Франциск Ксав'єр, священник — Memorial
- 4 : Святий Іоанн Дамаскін, священник і вчитель церкви — Optional Memorial
- 6 : Святий Миколай, єпископ — Optional Memorial
- 7 : Святий Амвросій Медіоланський, єпископ і вчитель церкви — Memorial
- 8 : Непорочне зачаття Діви Марії — Solemnity
- 9 : Святий Хуан Дієго — Optional Memorial
- 11 : Святий Дамасій I, папа — Optional Memorial
- 12 : Матір Божа Гваделупська — Optional Memorial
- 13 : Свята Луція, діва і мучениця — Memorial
- 14 : Святий Іван від Хреста, священник і вчитель церкви — Memorial
- 21 : Святий Петро Канізій, священник і вчитель церкви — Optional Memorial
- 23 : Святий John of Kanty, priest — Optional Memorial
- 25 : Різдво Христове — Solemnity
- 26 : Святий Стефан (апостол), Першомученик — Feast
- 27 : Святий Іван Богослов, апостол і євангеліст — Feast
- 28 : Святі Безневинні Немовлята Вифлеємські, мученики — Feast
- 29 : Святий Томас Бекет, єпископ і мученик — Optional Memorial
- 31 : Святий Сильвестр I, папа — Optional Memorial
- У неділю, що випадає на один з восьми днів святкування Різдва (октави), або 30 грудня, якщо на ці дні не випадає неділя: Святе сімейство — Feast